# 棚橋敏明
棚橋 敏明（たなはし としあき、1950年（昭和25年）2月20日 - ）は、日本の政治家。元岐阜県瑞穂市長（1期）。元瑞穂市議会議員（2期）。

## 来歴
岐阜県瑞穂市出身。1970年（昭和45年）、近畿大学中退。1981年（昭和56年）、皮革製造卸業のレザリンを創業。1986年（昭和61年）、株式会社レザリンに法人改組。
2008年（平成20年）4月20日に行われた瑞穂市議会議員選挙に初当選した。2012年（平成24年）、再選。
2015年（平成27年）4月14日、自由民主党県連は、統一地方選挙で行われる瑞穂市長選挙で棚橋を推薦することを決定した。4月19日、市議を辞職。4月26日に行われた市長選に、自民党の推薦のほか市議会最大会派「新生クラブ」の支援を受けて出馬。現職の堀孝正ら2候補を破り初当選を果たした。6月1日、市長就任。選挙の結果は以下のとおり。
※当日有権者数：39,614人 最終投票率：45.09%（前回比：+0.38pts）
| 候補者名 | 年齢 | 所属党派 | 新旧別 | 得票数  | 得票率 | 推薦・支持         |
| -------- | ---- | -------- | ------ | ------- | ------ | ------------------ |
| 棚橋敏明 | 65   | 無所属   | 新     | 7,591票 | 43.07% | （推薦）自由民主党 |
| 堀孝正   | 73   | 無所属   | 現     | 7,300票 | 41.42% |                    |
| 鳥居佳史 | 60   | 無所属   | 新     | 2,734票 | 15.51% |                    |

2019年（平成31年）の市長選は元市職員の森和之に破れ落選。
※当日有権者数：41,710人 最終投票率：41.60%（前回比：－3.49pts）
| 候補者名 | 年齢 | 所属党派 | 新旧別 | 得票数  | 得票率 | 推薦・支持 |
| -------- | ---- | -------- | ------ | ------- | ------ | ---------- |
| 森和之   | 60   | 無所属   | 新     | 9,436票 | 55.08% |            |
| 棚橋敏明 | 69   | 無所属   | 現     | 7,697票 | 44.92% |            |

## 平和首長会議でのセクハラ発言
2018年（平成30年）11月6日、高山市で開かれていた「平和首長会議」の国内加盟都市会議に出席。長崎市へ派遣した中学生の活動の様子を説明する際、「こんなことを言うとセクハラになるが、参加していた女子生徒のブラウスが汗で透けて肌や下着が見えていた」と発言した。会議後、棚橋は取材に対し「セクハラの意図はまったくなかった。そのように捉えられたとしたら心外だ」と述べた。
同年12月21日に開かれた市議会定例会において、棚橋に対する辞職勧告決議案は反対多数で否決されたが、棚橋の給与を3割減額（2019年1月～3月）する条例案と反省を求める付帯決議は可決された。